# 红莲湖
红莲湖是一个位于中国湖北省鄂州市的湖泊，面积约为14平方千米。